# Santillana del Mar

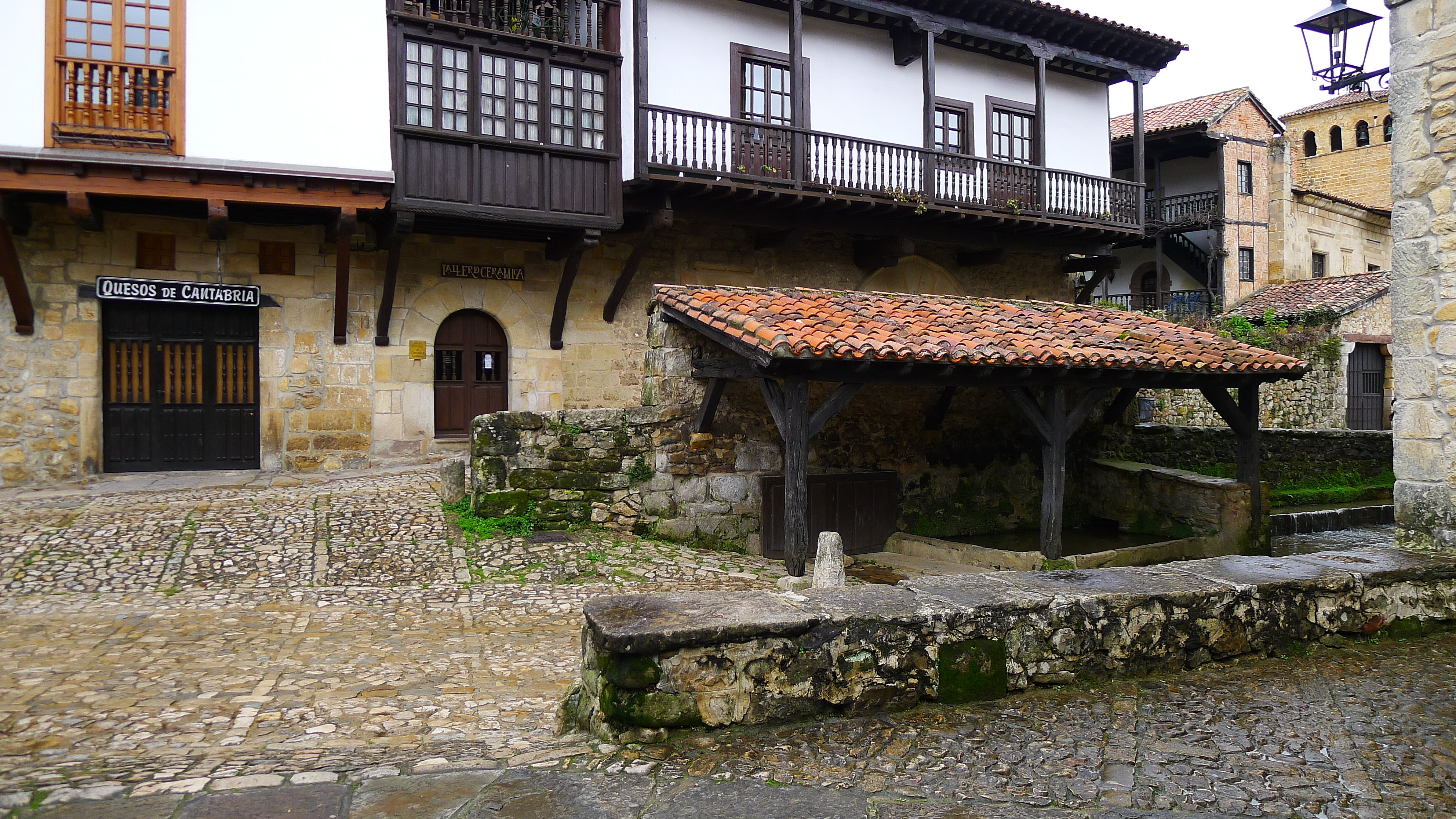
Edificio storico a Santillana del Mar

Santillana del Mar è un comune spagnolo di 4.049 abitanti situato nella comunità autonoma della Cantabria, comarca della Costa Occidental. È noto per i nobili palazzi, una famosa Collegiata e, a meno di due chilometri dal centro della città, la celebre grotta di Altamira, dichiarata dall'UNESCO patrimonio dell'umanità nel 1985 con la motivazione che "Altamira costituisce uno dei più famosi siti dell'arte preistorica". 
Era una tappa del Cammino di Santiago di Compostela del Norte. Scherzosamente si dice in Spagna che è la "città delle tre bugie" perché scomponendo il nome non è santa (Santi), non è piana (llana) e non ha il mare (del Mar) perché è senza spiagge nel territorio comunale, pur affacciando sul Golfo di Biscaglia.
Dal luglio 2013 è membro dell'associazione dei borghi più belli della Spagna (Asociación Los Pueblos más Bonitos de España)..

## Geografia fisica
Appartiene alla Cantabria, che ha per capitale Santander, città dalla quale Santillana del Mar è a 30 km ad ovest. Dista inoltre 100 km da Bilbao.

## Storia
La storia di Santillana del Mar si identifica interamente con quella della Cantabria. La grotta con pitture rupestri di Altamira ed altre grotte attestano che in Cantabria e, in particolare nella zona dove oggi si trova Santillana, durante il Paleolitico e nei periodi successivi vi fu presenza umana. I primi insediamenti umani stabili furono dei popoli iberici-liguri che si fusero con i Celti nell'VIII secolo a.C. dando luogo ai popoli che abitarono in quei territori, ai quali fu dato il nome di Cantabria, derivato dalla lingua celta col significato di "territori degli uomini che vivono in montagna"; per i Romani significò "territorio degli uomini del nord".
I Romani, che erano sbarcati in Spagna nel 218 a.C. e in non molto tempo l'avevano conquistata quasi interamente, furono bloccati nell'intento di romanizzare tutta la penisola iberica dai popoli cantabrici che si opposero tenacemente alla conquista romana, favoriti anche dall'asperità del terreno, e dovettero passare due secoli prima che la conquista fosse completata. In Cantabria le varie tribù tutt'al più riunite in clan non avevano un'unità politica, trovarono invece un'unità militare e costrinsero i Romani a combattere la guerriglia nelle guerre cantabriche che durarono dal 29 al 19 a.C., costringendo i Romani ad impegnare ben sette legioni che sbarcarono a Portus Victoriae, l'attuale Santander.
Fra storia e leggenda è il mitico personaggio di Corocotta che riuscì a riunire sotto il suo comando le varie tribù e su di lui i Romani si dice avessero posto una taglia di 250.000 sesterzi. Corocotta si sarebbe presentato personalmente ai Romani chiedendo il versamento della taglia e l'imperatore Augusto, che era venuto in Spagna a verificare personalmente l'andamento della guerra, ammirato e stupito da tanto coraggio, lo lasciò libero.
L'occupazione romana durò fino al 419 quando il degrado dell'impero favorì la discesa dei popoli germanici che attraversarono la Spagna del nord dirigendosi al sud; si fermarono invece i Visigoti che occuparono interamente la Spagna e costituirono un Regno con capitale Toledo. I popoli cantabrici rimasero indipendenti finché il re Leovigildo nel V secolo decise di sottometterli e a inglobarli nel regno di Toledo, che però per le solite lotte intestine e rivalità interne dei popoli barbari si suddivise in altri regni e ducati fra i quali nel VII secolo vi fu il Ducato di Cantabria il cui re Pietro si distinse nella lotta contro i Musulmani, che approfittando delle lotte fra i re visigoti e chiamati da una delle fazioni erano sbarcati nel 711 a Gibilterra e avevano conquistato tutta la penisola iberica con la sola eccezione di alcuni territori del nord, dai quali partì il celebre Pelagio che riuscì ad unire in un solo esercito le truppe dei diversi regni visigoti del nord che mal sopportavano la tutela che esercitava su di loro il Califfato di Cordova e, approfittando della crisi in cui era caduta Cordova, partì contro l'esercito musulmano sconfiggendolo a Covadonga sulle montagne cantabriche delle Asturie nel 722.
Questo episodio è considerato dagli spagnoli l'inizio della cosiddetta Reconquista. Gli Arabi sconfitti anche dai Franchi che arrestarono il loro tentativo di penetrazione in Francia, si ritirarono al sud dove continuarono le lotte con i re cristiani. Col ducato di Cantabria si completò la cristianizzazione sia dei Visigoti che dei Romani che si estese così a tutta la Spagna che si contrapponeva ia Musulmani.
Si spiega così l'alto potere politico che assunse la Chiesa che lo esercitò coi vescovi e gli abati dei monasteri durante l'Alto Medioevo.
Nel VII secolo alcuni monaci benedettini possedevano delle reliquie di Santa Giuliana di Nicomedia martirizzata in Bitinia (l'attuale Turchia) durante la persecuzione di Diocleziano e, giunti sulla Costa cantabrica, costruirono nel luogo dove ora si trova Santillana una piccola ermita per custodirvi le sante reliquie. La piccola chiesa si trasformò poi in un monastero benedettino che assunse il nome di Santa Juliana attorno al quale si formò via via un nucleo urbano che si chiamò con lo stesso nome del monastero e che si trasformò col tempo nel toponimo Santillana, a cui più tardi fu aggiunto l'attributo del Mar. Il governo di Santillana e della Costa occidentale fu nelle mani dell'abate del monastero. Nello stesso periodo si formò il Regno delle Asturie che inglobò la Cantabria togliendo ogni rilievo politico al Ducato di Cantabria che si divise in quattro Merindad, una delle quali fu quella con capitale Santillana, sede del potere ecclesiastico. Il termine Merindad può essere tradotto in italiano con "Podesteria" perché come in queste nelle città italiane il governo era esercitato da una sola persona eventualmente con il supporto di un consiglio comunale.
Nel X secolo Santillana, come tutta la Cantabria, passò sotto il dominio dei Conti di Castiglia. I Benedettini subentrarono nel XII secolo all'Ordine dei canonici di San Agustin nel monastero di Santillana che assunse il nome di Collegiata di Santa Juliana col quale anche oggi viene chiamato. Il potere delle città della costa si manifestò nel XIII secolo con la conquista di Siviglia, Tarifa, Malaga e Cartagena ad opera della Castiglia. Furono infatti loro a fornire la flotta che forzò l'imbocco fluviale a Siviglia e a trasportare le truppe castigliane. Intanto la Castiglia inviò un proprio governatore sul territorio costiero e, per meglio tutelare i propri interessi, le città della Costa si unirono nel 1296 in una lega: la Hermandad de cuatros villas (Laredo, Santander, Santillana e Castro).
Così come il potere monastico caratterizzò l'Alto medioevo, a partire dal XIV secolo cominciarono ad acquistarlo i signori laici, anche se a Santillana e sulla Costa occidentale continuò ad esercitare il potere la Collegiata. In Cantabria si affermò a partire dal XIV secolo la famiglia dei de la Vega, ad essa apparteneva per via materna anche Íñigo López de Mendoza, figlio dell'ammiraglio Diego Hurtado de Mendoza e di Leonor de la Vega, che il re Giovanni II di Castiglia nominò marchese di Santillana nel 1445. La nomina fu preceduta dalla presa militare della città a causa della resistenza dell'abate e della popolazione. La riunificazione della Spagna sotto i Re Cattolici diminuì il potere dei territori periferici accentrandolo nella corte di Madrid e le guerre di Carlo V e Filippo II costarono sacrifici e lutti agli abitanti della Hermantad che fu costretta a fornire navi ed equipaggi per le diverse imprese, soffrirono soprattutto Laredo e Santander che vide partire nel 1588 dal suo porto verso la rovina la Invincibile Armata di Filippo II.
Nel XVI secolo si aggiunse anche un'epidemia di peste che decimò la popolazione e dal punto di vista politico nella storia di Santillana non si ebbero particolari avvenimenti che la differenziassero dal resto del paese e, in particolare, dalla Castiglia. Nel 1879 un cacciatore scoprì casualmente a meno di 2 km dalla città la grotta di Altamira e una bambina di otto anni per prima vide pochi anni dopo le pitture rupestri, che in breve tempo resero Santillana famosa nel mondo.
Attualmente la città vive di agricoltura ma soprattutto di turismo grazie alle grotte, alla bellezza del borgo medioevale e alle vicine spiagge che, anche se non sono strettamente dentro i suoi confini, portano comunque turisti a Santillana.

## Monumenti e luoghi d'interesse
Oltre alla celebre grotta preistorica di Altamira:
- Plaza Mayor piazza centrale con il palazzo del Parador nacional de Gil Blas, edificio del secolo XVII utilizzato come albergo della catena statale dei paradores.
- Palacio del Marques de Santillana del XV secolo.
- Palacio de Valdiviedo del XVIII secolo.
- palacio de los Bustamante del XVII secolo.
- Casa de los Hombrones del XVI secolo.
- Casas de Aguila y de la Parra del XVII secolo.
- Palacio de los velarde del XVI secolo.
- Casa de Archiduquesa del XVII secolo.
- Casas de Cossio y Quevedo del XVIII secolo.
- Casa Barreda - Bracho del XVII secolo.
- Ayuntamiento palazzo municipale del XVII secolo.
- Torre de don Borja del XV secolo.
- Torre del Merino del XIV secolo detta la Torrona.
- Palacio de Benemejis y de los Pesedos del XVIII secolo.
- Casa de los Villas del XVIII secolo.
- Casa de los Alconsos  del XVIII secolo.
- Casona de los Tagle del XVII secolo.
- Convento de las Dominicas del XVIII secolo.
- Museo Jesús Otero scultore locale.
- Museo diocesano Regina Coeli posto nel Convento Regina Coeli delle clarisse del 1593 con collezioni di sculture popolari in legno di diversi secoli e di oggetti di arte sacra.
- Museo del Solar espone strumenti di tortura usati dall'Inquisizione spagnola.
- Cueva de la Mitologia disposta come parco tematico con effetti di luce e di suoni per offrire una rappresentazione di personaggi mitologici della Cantabria.
- Museo de Altamira esposizione di carattere didattico sull'arte rupestre e sulla preistoria in Cantabria.
- Colegial: La Collegiata è il più importante monumento romanico della Cantabria. Edificata nel secolo XII e completata nel XIV, è composto da più edifici fra cui il bel chiostro del XII secolo con fantasioni ed eleganti capitelli e, al centro dell'edificio, il sepolcro della Santa.

## Feste
Fra le feste sono da ricordare; la Cabalcata de los Reyes Magos del 1º gennaio in cui un corteo di carrozza e di persone in costume accompagna la carrozza dei Re Magi per le vie della città con rappresentazioni viventi, dichiarata di Interès Turistico Nacional, Las Marzas festa del 1º marzo in cui l'attrattiva principale è data dall'esecuzione di canti tipici della Cantabria che celebrano l'arrivo della primavera e la Fiesta de San Roque del 16 agosto.